# Spíler
A Spíler (eredeti cím: RocknRolla) 2008-ban bemutatott brit-francia-amerikai gengszterfilm, amelynek forgatókönyvírója és rendezője Guy Ritchie. A főbb szerepekben Tom Wilkinson, Mark Strong, Gerard Butler, Thandiwe Newton és Tom Hardy látható.
A filmet Londonban forgatták és 2008. szeptember 5-én mutatták be az Egyesült Királyságban, ahol első helyre került a bevételi listákon. Az Amerikai Egyesült Államokban október 8-ától limitált kópiával vetítették, amit az országos premier október 31-én követett.
Magyarországon 2009. január 1-jén jelent meg az InterCom Zrt. forgalmazásában.

## Történet
|  | Alább a cselekmény részletei következnek! |

Lenny Cole (Tom Wilkinson) maffiafőnök uralja az egyre növekvő ingatlanügyletet Londonban, egy korrumpálható Tanácsos (Jimi Mistry) valamint Archie (Mark Strong), a személyes „jobb-keze” segítségével. Míg előbbi a bürokráciát segít áthidalni Lenny Cole ügyfeleinek, utóbbi szakértője az alvilági összeköttetéseknek.
Két piti bűnöző, Egy-Két (Gerald Butler) és Motyesz (Idris Elba) kölcsönért folyamodik Lenny-hez egy építkezési vállalat végett, ám az engedély nem érkezik meg, az üzlet kútba esik, az adósság azonban marad. Márpedig – ahogy a narrációból is kiderül – Lenny Cole-nak nem jó tartozni.
Mindeközben egy orosz milliárdos üzletember, Jurji Omovich (Karel Roden) is szerződést köt Lenny-vel egy aréna felépítésére Londonban. Egyezségük szentesítéseként Jurij kölcsön ajándékozza Lenny-nek méregdrága tulajdon kabala festményét. 
Hogy, hogy nem, a kettejük által megegyezett összeg éppen annyi, amennyivel a  Egy-Két és Motyesz tartozik Lenny-nek. Így az ügylet (szintén korrupt) könyvelője, a szexi és kalandvágyó Stella (Thandiwe Newton) leadja a fülest a két fickónak, hogy hol rabolhatják ki az orosz milliárdos pénzszállítóit, mielőtt azok elérnének az összeggel Lenny-hez. Az akció sikerül, így nem csak, hogy a pénz nem érkezik meg a maffiafőnökhöz, de időközben valaki a kölcsönkapott festményt is meglovasítja az irodájából.

Archie-ra marad a feladat, hogy embereivel előkerítse a mesterművet. Így meg is kezdődik a hajsza az alvilágban, új arcok bukkannak a felszínre, az üzletek kezdenek kútba esni, a szálak összefutni – Lenny kezéből kicsúszik az irányítás és lassacskán mindenkiből üldözött válik…
|  | Itt a vége a cselekmény részletezésének! |

## Szereplők
| Színész         | Alakított karakter | Leírás                                                                | Szinkronhang    |
| --------------- | ------------------ | --------------------------------------------------------------------- | --------------- |
| Gerard Butler   | Egy-Két            | Skót gengszter, utcai tapasztalatokkal; a Vad Banda tagja.            | Fekete Ernő     |
| Tom Wilkinson   | Lenny Cole         | Az egész Londonra kiterjedő befolyású old school gengszterbanda feje. | Végvári Tamás   |
| Thandiwe Newton | Stella             | Az orosz könyvelője – nem közömbös Egy-Két iránt.                     | Bánfalvi Eszter |
| Mark Strong     | Archie             | Lenny Cole jobbkeze.                                                  | Epres Attila    |
| Idris Elba      | Motyesz            | Egy-Két társa, a Vad Banda tagja.                                     | Szabó Győző     |
| Tom Hardy       | Csini Bob          | Egy-Két legjobb cimborája, a Vad Banda tagja.                         | Nagy Zsolt      |
| Karel Roden     | Jurij              | Orosz milliárdos – ingatlanba kíván fektetni Londonban.               | Kardos Róbert   |
| Toby Kebbell    | Johnny Quid        | Drogos rocker, Lenny Cole mostohafia.                                 | Dévai Balázs    |
| Chris Bridges   | Mickey             | Rockzenészek menedzsere.                                              | Takátsy Péter   |
| Jeremy Piven    | Római              | Rockzenészek menedzsere, Mickey társa.                                | Kocsis Gergely  |
| Jimi Mistry     | Tanácsos           | London korrupt tisztviselőinek egyike.                                | Pindroch Csaba  |
| Gemma Arterton  | June               | Mickey és Római alkalmazottja.                                        | Peller Anna     |

Jason Statham feltűnését más munkájával való elfoglaltsága megakadályozta; a színész Guy Ritchie három korábbi filmjében is szerepet kapott.

## Produkció
2007 májusában Guy Ritchie bejelentette új munkáját, ami stílusában két korábbi mozija, A Ravasz, az Agy és két füstölgő puskacső (1998) és a Blöff (2000) nyomvonalán halad. Ezt követően júniusban Ritchie megtartotta a szereplőválogatást és elkezdte a forgatást Londonban, 2007. június 19-én. A Spílert Ritchie írta és rendezte, társproducere pedig Joel Silver, a Dark Castle Entertainment főnöke. A Dark Castle-hoz kötődő megállapodása következtében a filmet a Warner Bros. forgalmazza.

## Filmzene
A film CD-je a premier előtt pár nappal jelent meg:
1. Dialogue Clip: People Ask The Question – különböző előadók
2. I'm A Man – Black Strobe
3. Have Love Will Travel – The Sonics
4. Dialogue Clip: No School Like The Old School – különböző előadók
5. Bankrobber – The Clash
6. The Trip – Kim Fowley
7. Dialogue Clip: Slap Him! – különböző előadók
8. Ruskies – Steve Isles
9. Outlaw – War
10. Waiting For A Train – Flash And The Pan
11. Dialogue Clip: Junkies – különböző előadók
12. Rock & Roll Queen – The Subways
13. The Gun – Lou Reed
14. The Stomp – The Hives
15. We Had Love – The Scientists
16. Dialogue Clip: Sausage & Beans – különböző előadók
17. Mirror In The Bathroom – The Beat
18. Funnel Of Love – Wanda Jackson
19. Such A Fool – 22-20s
20. Dopilsya – EX SEKTOR GAZA
21. Negra Leono – Miguelito Valdes

## Fogadtatás
A kritikai reakciók a filmről vegyesek voltak, de tartani tudta a 60%-os pozíciót a rottentomatoes.com nevű oldalon, köszönhetően annak, hogy Guy Ritchie visszatért a gyökereihez és egy régimódi gengszterfilmet készített.[forrás?] Chris Tilly az IGN UK-tól a maximális 5 pontból 4-et adott a filmre, továbbá azt nyilatkozta, hogy a Spíler egy adrenalinbomba hajtotta thriller-vígjáték, ami az elejétől a végéig szellemes, izgalmas. Joe Leydon a Variety-től szintén pozitívan értékelte a filmet, s megjegyezte, hogy Guy Ritchie végre talpra állt és egy okosan felépített, szenzációsan divatos, gyakran fekete humorral dúsított filmet hozott össze. Mindazonáltal, Mark Kermode, a BBC filmkritikusa elutasította a filmet, mert szerinte az ötleteket a Hosszú nagypéntek című moziból emelték át, s Ritche voltaképp azt dolgozta újjá. Emellett megjegyezte, hogy nem érti, miért engedik meg Ritchie-nek, hogy egyáltalán filmeket csináljon.
Ezzel szemben a Torontói Nemzetközi Filmfesztiválon rendkívül pozitívan fogadták a filmet. A Rotten Tomatoes-on a felhasználók 72%-ra értékelték, az IMDb-n pedig 7 pont fölött áll; ez azt tükrözi, hogy a nézők általában szerették a filmet.

## Folytatások
Guy Ritchie kijelentette, hogy ha a film jó kritikákat és sok nézőt eredményez, elkezdi a terveket egy esetleges második és harmadik részről is. Egyes források szerint már kész a második rész forgatókönyve, amiben visszatér Archie, Johnny és a Wild Bunch nevű banda is, a film címe pedig The Real RocknRolla lenne, a harmadik film pedig RocknRolla Suicide címen futna.